# حي البياضة (حلب)
هي حارة من حارات مدينة حلب وتقع تحديدا حلب القديمة الواقعة شمال سورية.
بجوار قلعتها الشهيرة يقع حي «البياضة» الأثري والتاريخي، الذي يعدُّ من أهم وأعرق أحياء «حلب»، نظراً لما يتميز به ويحتويه من نسيج عمراني أصيل، إضافة لأهمية موقعه الجغرافي، فهو لا يزال يشكل نقطة التواصل بين مركز المدينة القديمة والقلعة وأحد أبواب المدينة، وهو «باب الحديد» مع باقي الأحياء الأخرى الملاصقة له.

## الجغرافيا
يحدّها قبلة أوغلبك والطنبغا وشرقا خندق الروم وشمالا الجبيلة وغربا خندق القلعة ومستدام بك.

## التاريخ

### أصل التسمية
يقال أنها سميت بهذا الاسم لأنها كانت تشتمل على خان مختص ببيع البيض وآثاره باقية في سوقها حتى الآن وقيل لأن أرضها كانت حوارا أبيض وعلى هذا يجب أن تلفظ بتخفيف الياء وهي من أعمر محلات حلب وأجودها ماء وهواء.
«السلطان سليم الأول» دخل الحي من جهة حي «باب الحديد» وقام ببناء جامع «البياضة» عام 1416، ويضم الحي عدة معالم مملوكية وحمامات بياضة ومعالم قبو النجارين.
وقبل أن تتوسع مدينة "حلب" ويبنى لها سور آخر كان يحيط بالمدينة، كان يمر بجانبه السور القديم، وهكذا أصبح الحي داخل الأسوار ويقع شمال شرق "قلعة حلب».
الباحث الدكتور «نور الدين التنبي» رأى أن تسمية حي «البياضة» جاءت من مهنة تبييض النحاس، فجمع مبيض باللهجة الحلبية بياضة، وكان البياضة ينتشرون في هذا الحي بشكل كبير، وبقي بعضهم موجوداً حتى بداية الأحداث.

## السكان
عدد سكانها في عام 1922 ٣٩٠ ذكرا و٩٩٩ أنثى فجملتهم ١٢٨٩ نسمة كلهم مسلمون.

## المعالم والحضارة
جامع الحموي أنشأه الحاج محمد بن داود النوري بضم النون المغربي سنة ٩٦٨ وهو المدفون في شرقية ثم في سنة ١١٨٣ جدده ووسعه الحاج (حسن بن عبد الرحمن الحموي) وعمر له منارة وأحدث فيه خطبة وشرط له عدة خيرات وهو الآن جامع معمور بالشعائر فسيح الصحن في شماليه دكة واسعة راكب بعضها على فرن جار في أوقافه. وفي شرقي هذه الدكة حجرتان جميلتان غير مسكونتين في أكثر الأوقات وكانت ميضأته في غربي الدكة المذكورة. ثم في حدود سنة ١٢٨٥ أخرجت إلى ظاهره على بابه في رأس درجه عن يمين الداخل إليه. وقد حكينا خبر انقضاض الصاعقة على منارة هذا الجامع فيما حكيناه من حوادث سنة ١٢٩٢ فراجعها.

### جامع الصروي
محله في شمالي سوق البياضة مكتوب على بابه بعد البسملة (إنما يعمر مساجد اللّه إلخ) أنشأ هذا الجامع المبارك العبد الفقير إلى اللّه تعالى الحاج ناصر الدين بن محمد بن بدر الدين بتلنك الصروي غفر اللّه له ولوالديه وللمسلمين في شهور سنة ٧٨٠) أقول كان هذا الجامع صغيرا ليس فيه سوى قبلية وصحن ضيق ثم في حدود سنة ٩٢٠ أنشأ تتمته التي هي المدرسة الآن (علي بن سعيد الملطي) وجعل بها إماما ومدرسا وطلبة في حجراتها ووقف عليها أوقافا جيدة وكتبا جمة وأعدّ بها مدفنا له وهي الآن معطلة عن الطلبة وأما أرباب الشعائر كالإمام والخطيب والمدرس فإنهم يأخذون معينهم من الأوقاف الأميرية لأن وقفها ضبط إليها.

### مسجد الخواجة سعد اللّه الملطي
محله في شرقي الجادة تجاه القسطل الطويل أنشأه (سعد اللّه بن علي بن عثمان الملطي) المتوفى سنة ٩٤٦ وأنشأ تجاهه قسطلا يهبط إليه ببضع وعشرين درجة يعرف في زماننا بقسطل الطويل وأنشأ فوق هذا القسطل مكتبا لتعليم الصبيان وقف على ذلك أوقافا حسنة ومسجده الآن معمور بالشعائر وأما المكتب فمعطل والقسطل يستقي منه سكان المحلة وللخواجة أحمد بن تيمور الملطي وقف كبير هو طاحون عين اللبن وحمام ودكاكين في عينتاب وحمام الخواجة في سوق الهواء بحلب وطاحون عين مبارك في ظاهر حلب شرط فيه عدة خيرات لأطفال مكتبه وغيرهم تاريخ وقفه ٨٤٦.

### التكية الإخلاصية
محلها تجاه جامع الصروي بميلة إلى الشمال منسوبة إلى الشيخ (إخلاص الخلوتي نزيل حلب) المتوفي سنة ١٠٧٤، عمرها له الوزير الأعظم محمد باشا الأرنؤد وهي زاوية جميلة وقف عليها وقفا عظيما تعمل فيها في زماننا الخلوة الرفاعية في فصل الربيع قال أبو الوفا العرضي في معادن الذهب ما حاصله إن الشيخ إخلاص كان له في كل سنة في فصل الشتاء خلوة عامة يجتمع إليها المريدون فيصومون ثلاثة ويأكلون عند المساء مقدار أوقيتين من الحريرة ورغيفا من الخبز أكثر من أوقية ولا يشربون الماء القراح بل يشربون القهوة ويستمرون في الذكر والعبادة آناء الليل وأطراف النهار وباقي الأيام يقومون سحرا ويتهجّدون على قدر طاقتهم ثم يأخذون في الذكر إلى وقت الأسفار ثم يصلون الصبح ويقرءون الأوراد إلى ارتفاع الشمس فيصلون الإشراق. اه. مكتوب على باب قبليتها:
لك الحمد يا من أرشد الخلق للهدى* * * وسيّر في بحر التقى كل غواص
و أرسل للشهبا الوزير محمدا* * * فأسدى بها المعروف للعام والخاص
و أنشأ فيها مسجدا دام عامرا* * * بذكر وتوحيد مدى الزمن القاصي
و أخلص في إنشائه متضرعا* * * إلى ربه العافي عن المذنب العاصي
و قال لسان الحال إذ تم أرخوا* * * بنى مسجدا للّه داعي باخلاص
أقول: محمد باشا هذا لم يكن واليا في حلب إنما حضر إليها لإصلاح بعض أحوالها وأمر بعمارة هذه الزاوية من ماله فعمرت في غيابه عن حلب وكتب له بنجازها فأمر بشراء أملاك وقفها عليها.

### المدرسة الأتبكية
توجد بالحي المدرسة الأتبكية التي بناها «شهاب الدين أتاباك» «السلطان محمد العزيز بن السلطان غازي بن صلاح الدين» وله ضريح داخل المدرسة

### بقية آثار هذه المحلة
مكتب الحموي أنشأه الحاج محمد بن داود المغربي سنة ٩٦٨ وجدده ووقف عليه الحاج (حسن بن عبد الرحمن الحموي) وهو تجاه جامعه، سبيل الحموي في جنوبي جامعه تجاه بوابة الحموي أنشأه الحاج حسن المذكور وفي غربي هذا السبيل تربة الحموي فيها بعض قبور لا أعرف من هو الذي بناها وهي مشرفة على الخراب، مسجد السنكري في زقاق السنكري في شرقي المحلة قرب باب بالوجه الذي هو أحد أبواب حلب، قسطل السعدي تحت جامع الصروي أنشأه (علي بن سعيد الملطي) المتقدم ذكره، مسجد زقاق الدولاب أي دولاب حمام نفيس المعروف بحمام البياضة، سبيل في شمالي باب تكية إخلاص، جب سبيل في زقاق الجذبة داخل زقاق القسطل الطويل أنشأه (أحمد بن محمد بن صالح الجذبة) وفي المحلة مصبنة الحموي قرب جامعه وهي جارية في وقفه وقاسارية الدولاب قرب قبو المسلاتية، وقاسرية الشهبندر قرب جامع الصروي من شماليه، وفرنان، ومداران، وقهوة، وحمام يعرف بحمام البياضة تجاه جامع الصروى بميلة إلى الجنوب وهو مما أنشأه جمال الدين أبو المحاسن ابن الزيني نفيس بن عبد الصمد أحد أعيان الخواجكية في وقته بحلب سنة ٨٥٤ وكان من جملة أوقافه على تربته النفيسية الآتي ذكرها في محلة مستادم بك.
تنبيه: الأسر الشهيرة في هذه المحلة- أسرة آل الرفاعي التي منها يكون خلفاء التكية الإخلاصية الرفاعية بالتسلسل عن جدهم الأعلى (محمد وفا بن محمد بن عمر) وأسرة آل الغوري المنسوبة إلى المرحوم السلطان قانصوه الغوري وأسرة آل سلطان وأسرة آل الحموي الذين جدهم الأعلى (حسن بن عبد الرحمن الحموي) صاحب الوقف على الجامع المتقدم ذكره في هذه المحلة. وأسرة آل الكوراني الذين منهم (صلاح الدين). وأسرة آل الحسبي المنتسبين إلى (عبد اللّه بن محمد حجازي) والدور العظام في هذه المحلة هي الدور المنسوبة إلى هذه الأسر.و أسرة آل الترمانيني من أشهر الشخصيات العلامة الشيخ أحمد الترمانيني و الشيخ محمد نور الدين الترمانيني  اه.